# هانی الضاحی
هانی الضاحی (عربی: هاني الضاحي؛ زادهٔ ۱ دسامبر ۱۹۸۵) یک ورزشکار اهل عربستان سعودی است.